# La Consulaire
La Consulaire, aussi appelé Baba Merzoug (en arabe « Père chanceux » ), est le surnom d'un canon érigé en colonne et installé depuis 1833 dans le port militaire de Brest, en France. Ce basilic de 12 tonnes, 6,58 mètres de long de calibre 10 pouces (27 cm)  a une portée d'environ 5 km ; il protégeait le port d'Alger depuis le XVIe siècle. En 1830, après l'expédition d'Alger, il est rapporté en France comme trophée de guerre.

## Histoire

### Fabrication
En 1837 le lieutenant-colonel Préaux de l’Artillerie de Marine dans « la France maritime, tome II, pages 84-85, parle de « la Consulaire » dont l’origine n’était pas certaine.
Dans un livre édité en 1840 par le père Dopigezaumônier de l'armée d'Afrique, relatant la prise d'Alger, il est écrit que : « Ce canon proviendrait de la prise de guerre de Charles Quint lors de la bataille de Pavie sur  François Ier en 1525 ». Charles Quint qui était allé bombarder Alger quelques années après, en 1541, avait dû fuir devant une épouvantable tempête, et abandonner toute son artillerie ; près de trois siècles après, la victoire devait donc restituer cette pièce à l'armée française ! Mais les inscriptions sont en arabe ! Selon le lieutenant-colonel Préaux, ce canon aurait pu être aussi fondu dans les fonderies à Alger en 1542, par un maître d'œuvre vénitien à la solde du gouverneur d'Alger, Hassan Agha pour célébrer l'achèvement des fortifications du môle, à l'une des embrasures duquel elle fut braquée.
Des recherches récentes ont montré, par comparaisons et études précises des structures, que le canon d'Alger faisait sans doute partie d'une série de huit basilics identiques  ainsi que de neuf basilics plus petits fondus à la Fonderie impériale de Constantinople pour les campagnes militaires du sultan ottoman Sélim Ier (1512-1520) ; le cartouche porte d’ailleurs l'inscription « es Sultan Selim Khan » en caractères arabes (turc ottoman : السُلطان سَليم خَان).
Le canon était au XVIIIe siècle sous une voûte entre deux forts, le Borj es-Sardin et le Bordj el-Goumen.

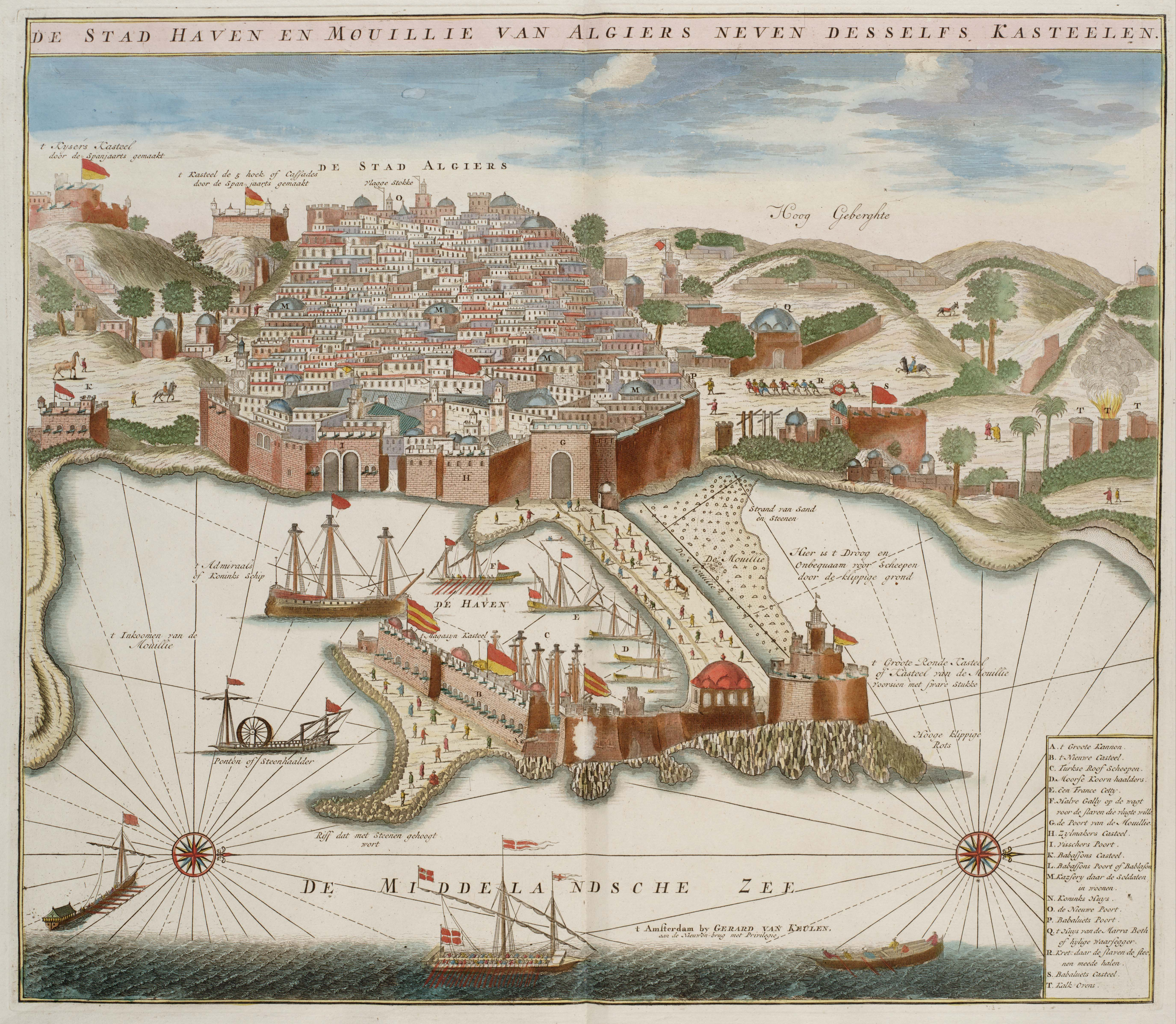
Gravure ancienne hollandaise : la cité, le port et le môle d'Alger vers 1690.

Dans les galeries extérieures de l'hôtel des Invalides, on peut observer plusieurs canons provenant d'Alger en 1830 et d'autres, genre de mortiers, avec des inscriptions en arabe. Une grande partie des canons pris ont servi à la fabrication de la nouvelle monnaie à l'effigie du nouveau roi, Louis-Philippe Ier.

### À Alger

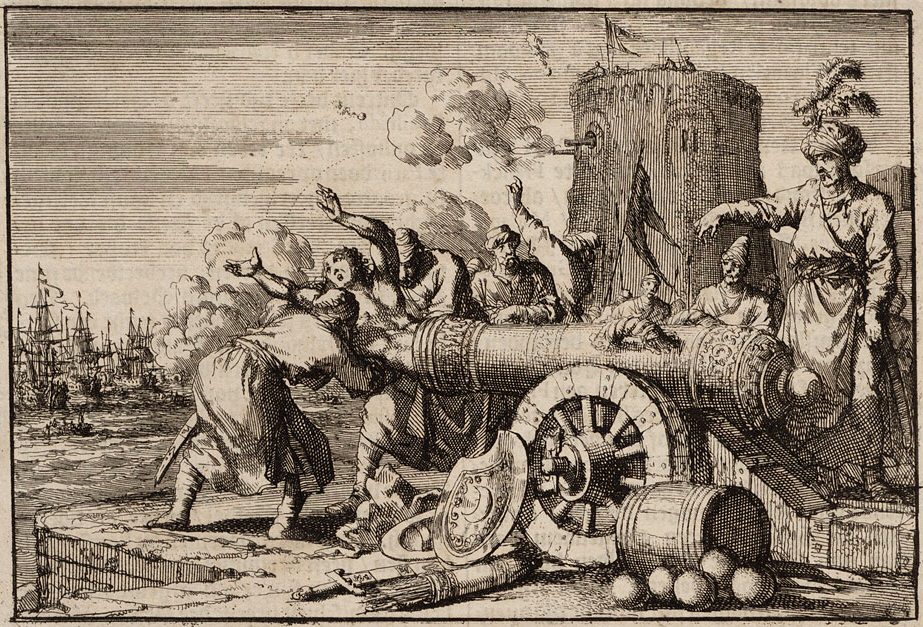
Gravure hollandaise de 1698, représentant l'exécution du consul de France, Jean Le Vacher qui est projeté sur le navire-amiral de Duquesne le 26 juillet 1683.

Il fut surnommé « La Consulaire » par les Algériens et les Français après avoir  servi à exécuter le consul français Jean Le Vacher en 1683, en représailles à l'attaque perpétrée par l'amiral Duquesne. Il aurait dû jouer le même rôle pour le consul André Piolle le 29 juin 1688, mais celui-ci fut battu à mort auparavant. D'autres prisonniers dont 42 chrétiens subirent le même sort par les canons de batteries sur l'ordre du dey, en représailles à l'attaque perpétrée par le maréchal Jean d'Estrées en 1688.

### À Brest
Le canon comme les autres canons est capturé par l'armée française, alors commandée par le général de Bourmont et l'amiral Duperré, lors de la prise d'Alger en 1830. Il a alors été déplacé dans l'arsenal de Brest par Duperré qui avait été pendant trois ans amiral de Brest ; il est transformé en une colonne reposant sur un socle de granit. En 1837 on rajouta un coq, nouvel emblème de la France, aux ailes déployées et, pour tenir en équilibre, la patte posée sur un boulet comme ceux qui avaient été faits à l'Arsenal pour la préparation de l'expédition d'Alger. Certains y ont vu la France voulant dominer le monde.
Depuis la fin des années 1990, plusieurs associations algériennes réclament la restitution du canon. Mais en droit français les biens culturels publics sont inaliénables et imprescriptibles. La restitution demanderait une loi. Le rapport Stora (2021) prévoit la création d'une commission franco-algérienne d’historiens chargée « d’établir l’historique du canon et de formuler des propositions partagées quant à son avenir, respectueuses de la charge mémorielle qu’il porte des deux côtés de la Méditerranée ».

## Description
Le canon est long de 6,58 mètres, pesant 12 tonnes, de calibre 10 pouces. Il a une portée de 4 872 mètres; il faut noter l'existence d'un évasement à la bouche qui lui donne une ouverture de 32,5 cm sur une profondeur de 45 cm.

La plaque de la face et du socle porte une inscription dont la transcription est la suivante :

« La Consulaire,

prise à Alger le 5 juillet 1830,

jour de la conquête de cette ville par les Armées Françaises,

l'A. B.on Duperré commandant l'escadre.

Érigée le 27 juillet 1833,

S. M. Louis Philippe régnant,

le V. A. C.te de Rigny ministre de la Marine,

le V. A. Bergeret préfet maritime. »

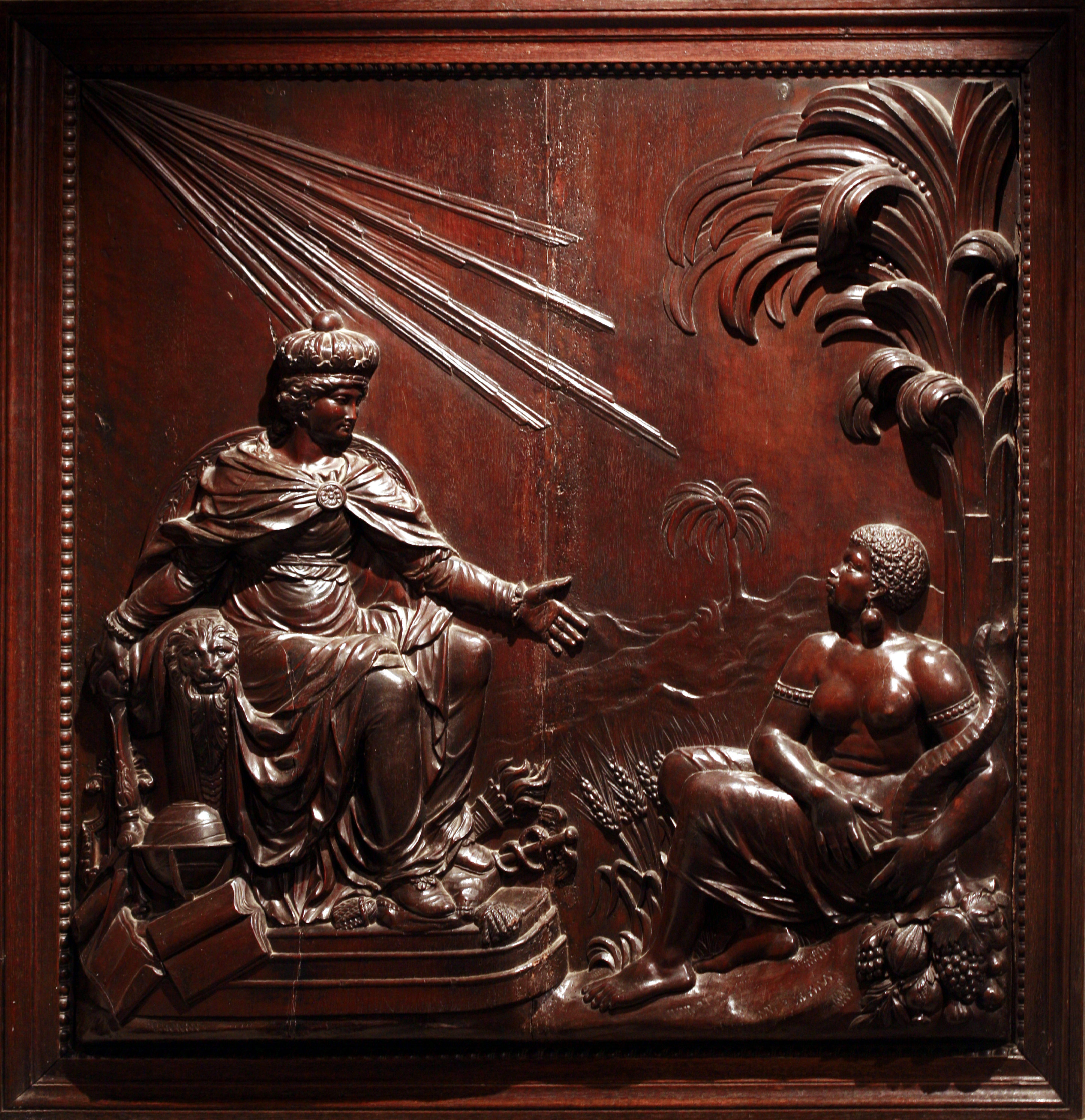
Plaque de la face ouest : la France civilisatrice tendant la main à l'Afrique, éclairée par les bienfaits de la Science.
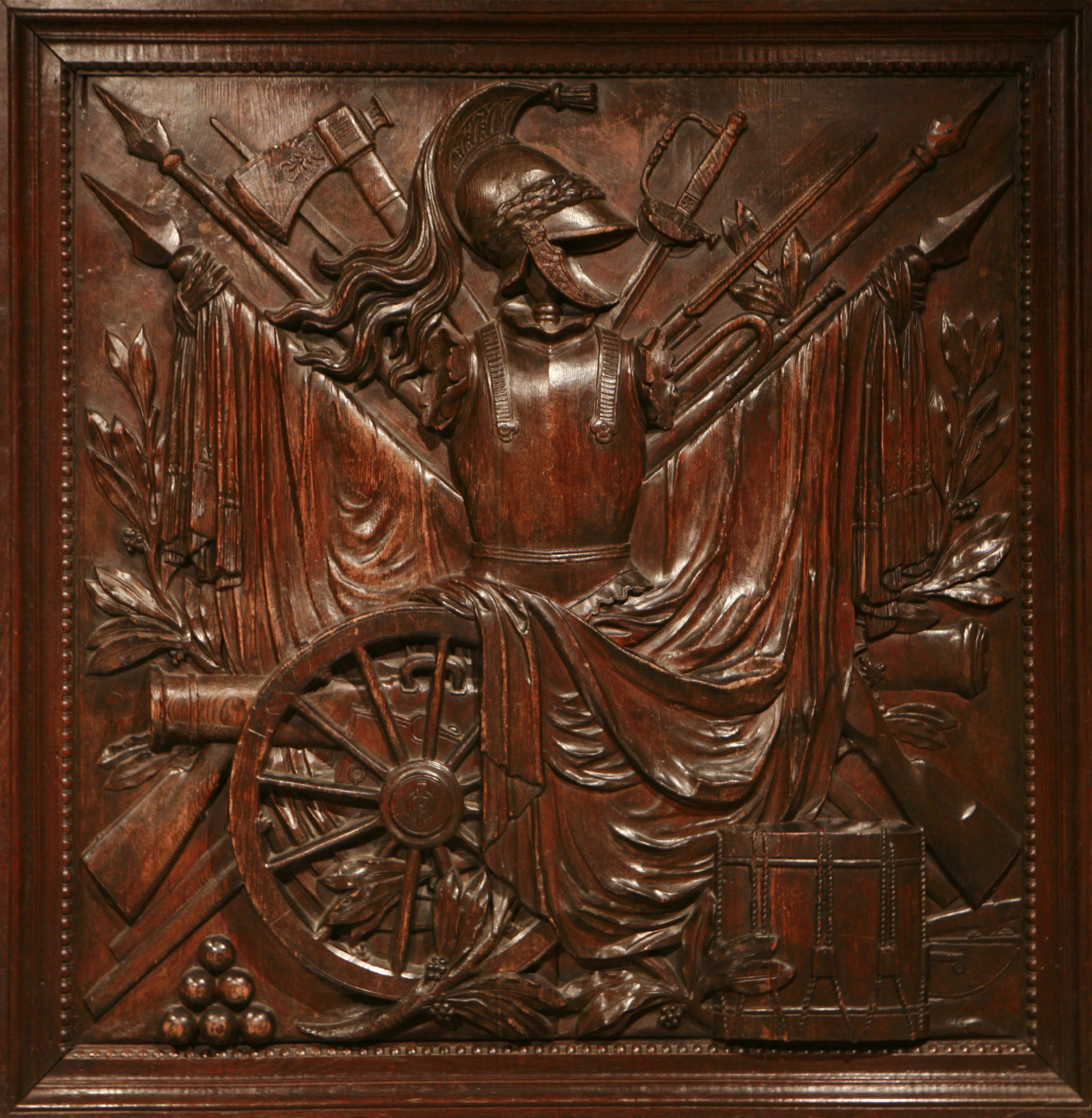
Plaque de la face sud : l'Armée.
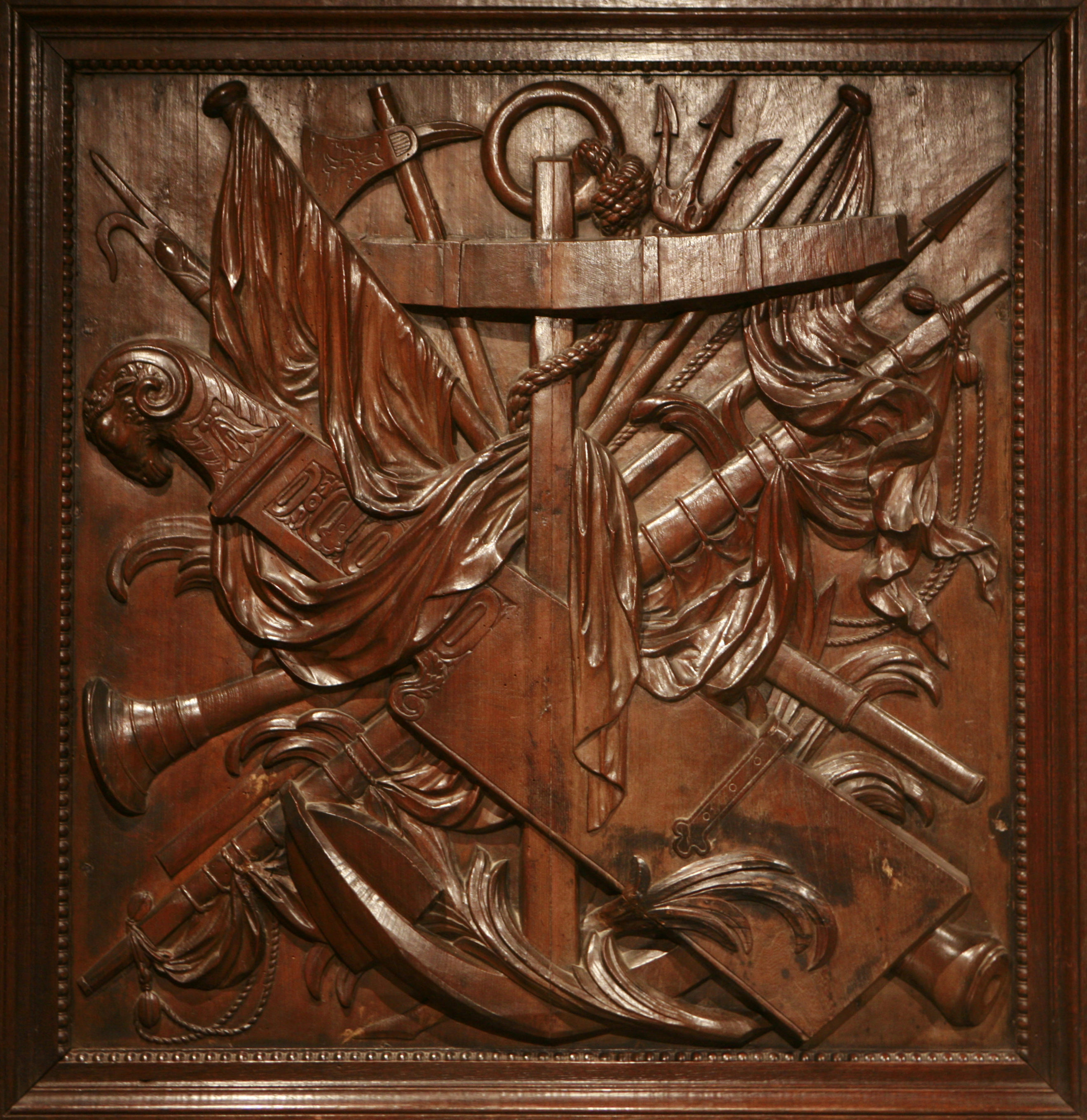
Plaque de la face nord : la Marine.
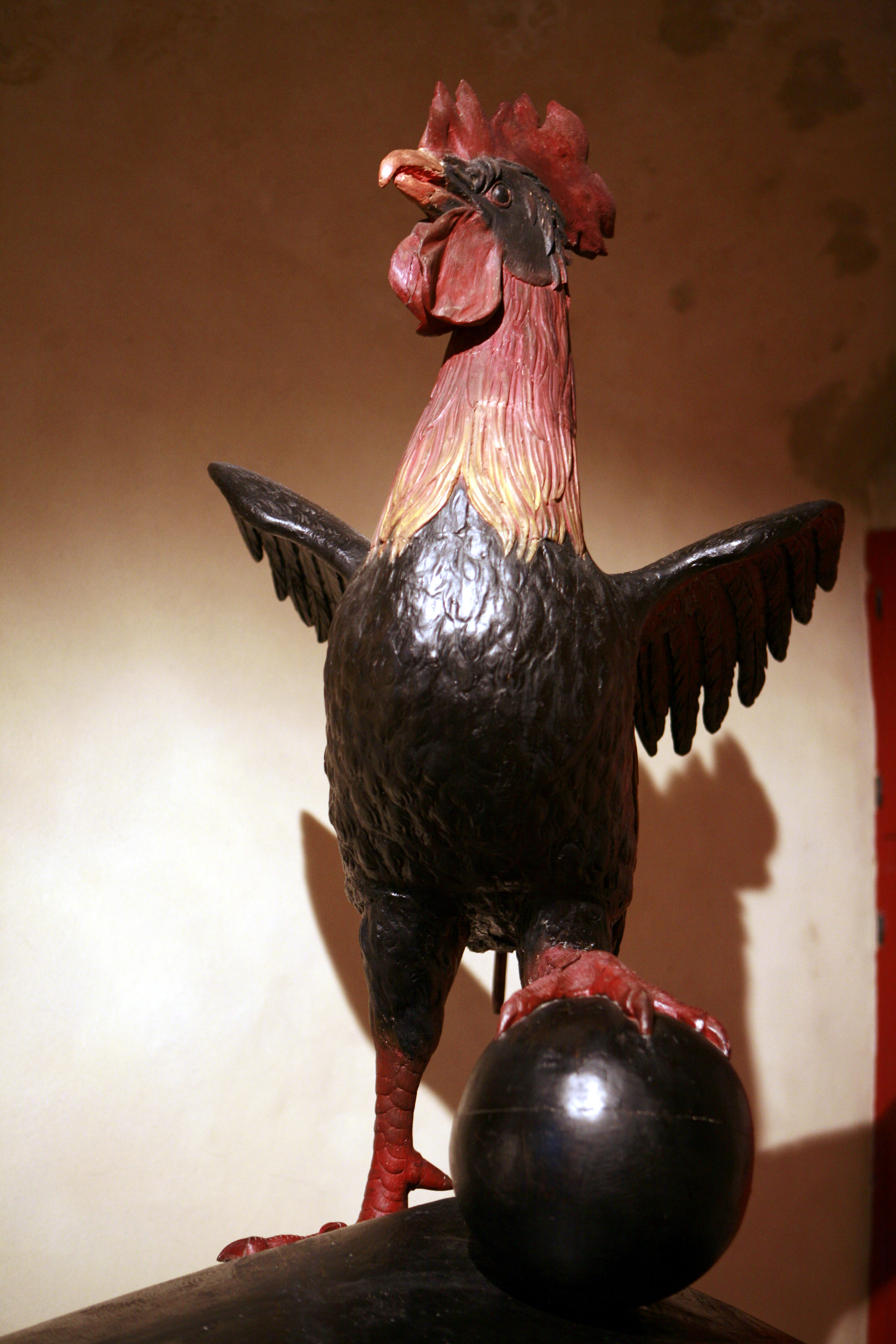
Coq du sommet.